# Sciomyza virgata
Sciomyza virgata är en tvåvingeart som först beskrevs av Alexander Henry Haliday 1838.  Sciomyza virgata ingår i släktet Sciomyza och familjen kärrflugor.
Artens utbredningsområde är Irland. Inga underarter finns listade i Catalogue of Life.